# جداء مباشر للزمر
في الرياضيات، وتحديداً في نظرية الزمر، الجداء المباشر هو عملية تطبق على زمرتين G و H وتُنشئ زمرة جديدة، يرمز لها عادةً ب G × H هذه العملية على الزمر نظرياً مشابهة للجداء الديكارتي للمجموعات وهي واحدة من بين العديد من المفاهيم المهمة للجداء المباشر في الرياضيات.
في سياق الزمرة الأبيلية، يشار إلى الجداء المباشر في بعض الأحيان على أنه مجموع مباشر، ويرمز إليه ب{\displaystyle G\oplus H}. تلعب المجاميع المباشرة دورًا مهمًا في تصنيف الزمر الأبيلية (التبادلية): وفقًا للنظرية الأساسية للزمر الأبيلية المنتهة، يمكن التعبير عن كل زمرة أبيلية منتهية كمجموع مباشر من الزمر الدائرية .

## تعريف
نضع الزمرتيينG  (مع العملية *) و H (مع العملية ∆)، نُعَرِّفُ الجداء المباشر G × H على النحو التالي: 
1. المجموعة الكامنة، الجداء الديكارتي G × H له زوج مرتب (g, h), مع g ∈ G و h ∈ H.
2. العملية الثنائية على G × H تُعرف بما يلي:
(g1, h1) · (g2, h2) = (g1 * g2, h1 ∆ h2)